# 두정갑

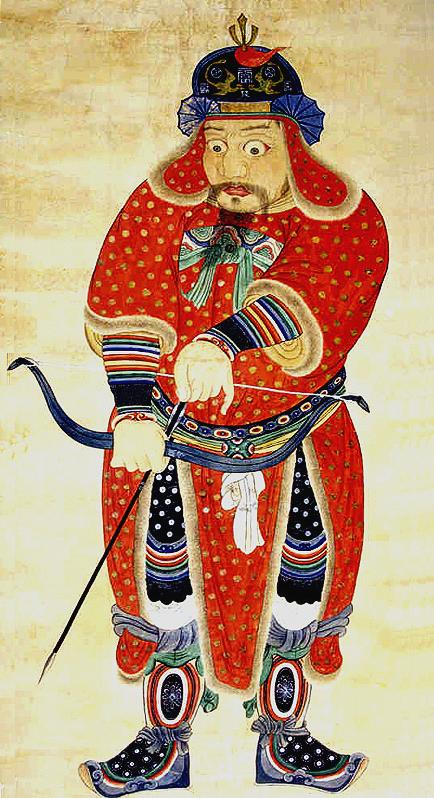
두정갑을 착용한 윤관 영정.

두정갑(頭釘甲)은 중세의 갑옷의 일종이다. 천이나 가죽으로 옷을 만들고, 옷 속에 철판을 누빈 뒤 리벳을 쳐서 고정시킨 갑옷이다. 서유럽의 브리건딘(brigandine), 러시아의 쿠야크(kuyak), 일본의 귀갑(亀甲) 따위가 모두 이런 형식의 갑옷이다.
천갑옷의 사용은 매우 옛날부터 이루어진 것으로 보인다. 킹 제임스 성경 예레미야 46장 4절을 보면 히브리어 시르욘(סרין)을 "코트 오브 메일"이라고 번역하고 있다. 중세의 브리건딘은 그보다 앞서 12세기 후반에 발달한 코트 오브 플레이트가 개량된 것이다. 두정갑류의 갑옷은 아시아에서 발원하여, 몽골이 1240년 키예프 대공국을 멸망시키고 1241년 헝가리 왕국에 막대한 피해를 끼쳤을 때 유럽에 전해졌다. 두정갑류는 처음에는 동유럽, 특히 헝가리에서 널리 사용되었으며, 13세기 말과 그 이후 수십 년에 걸쳐 서유럽에도 도입되었다.
두정갑을 입는 방식은 속에 구군복이나 철릭을 입은 후 그 위에 입는다. 변방에서 재직하는 사또가 구군복 차림인 이유는 적이 쳐들어올 때 그 위에 두정갑만 껴입고 나가서 싸우기 위해서이다.
서양 갑옷의 주류가 쇄자갑에서 판금갑으로 넘어가는 전환기에도 두정갑류는 살아남아 15세기에 널리 사용되었으며, 16세기까지도 여전히 사용되었다.

《무예도보통지》에 실린 두정갑 삽화

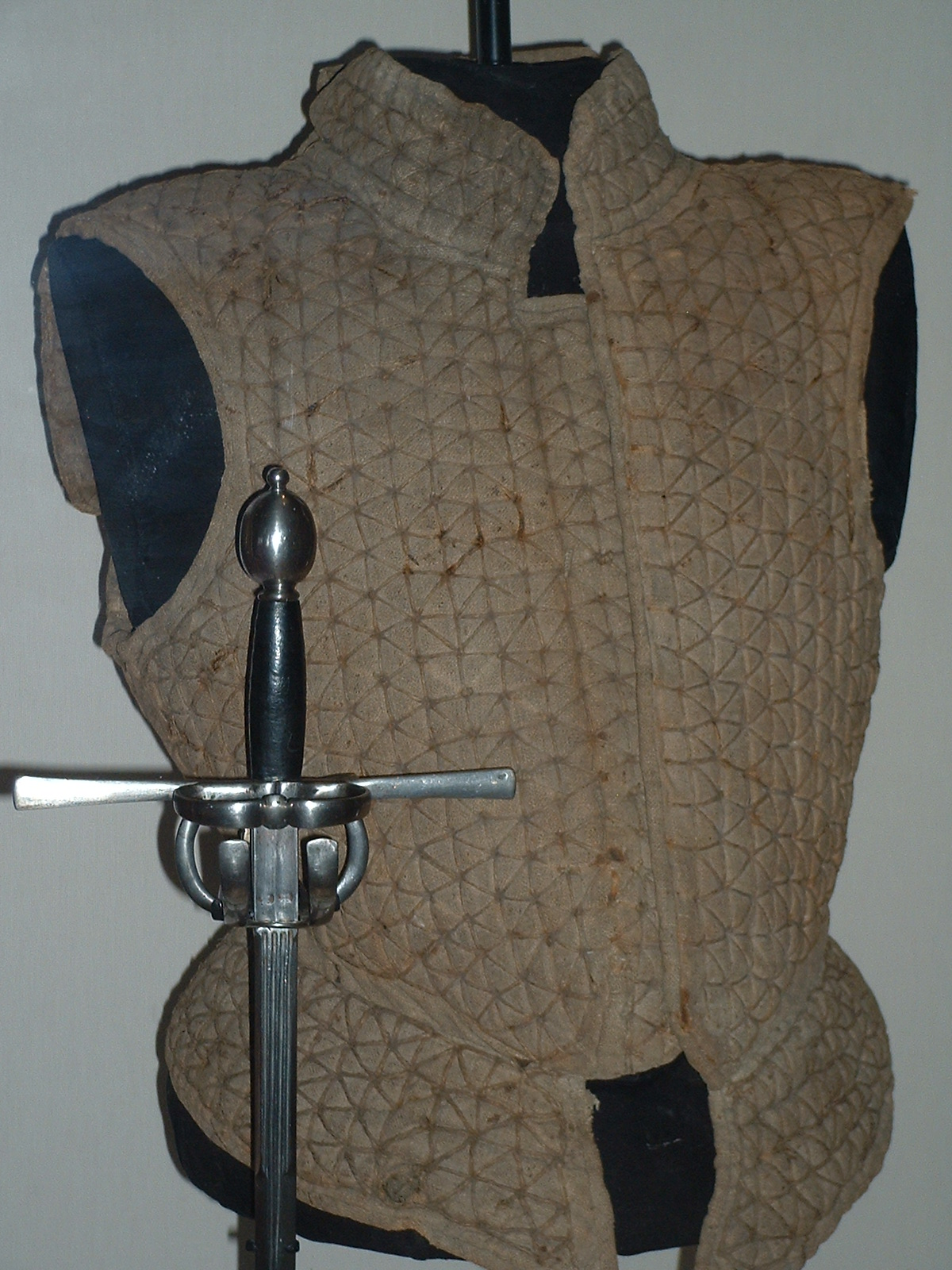
영국의 코트 오브 플레이트
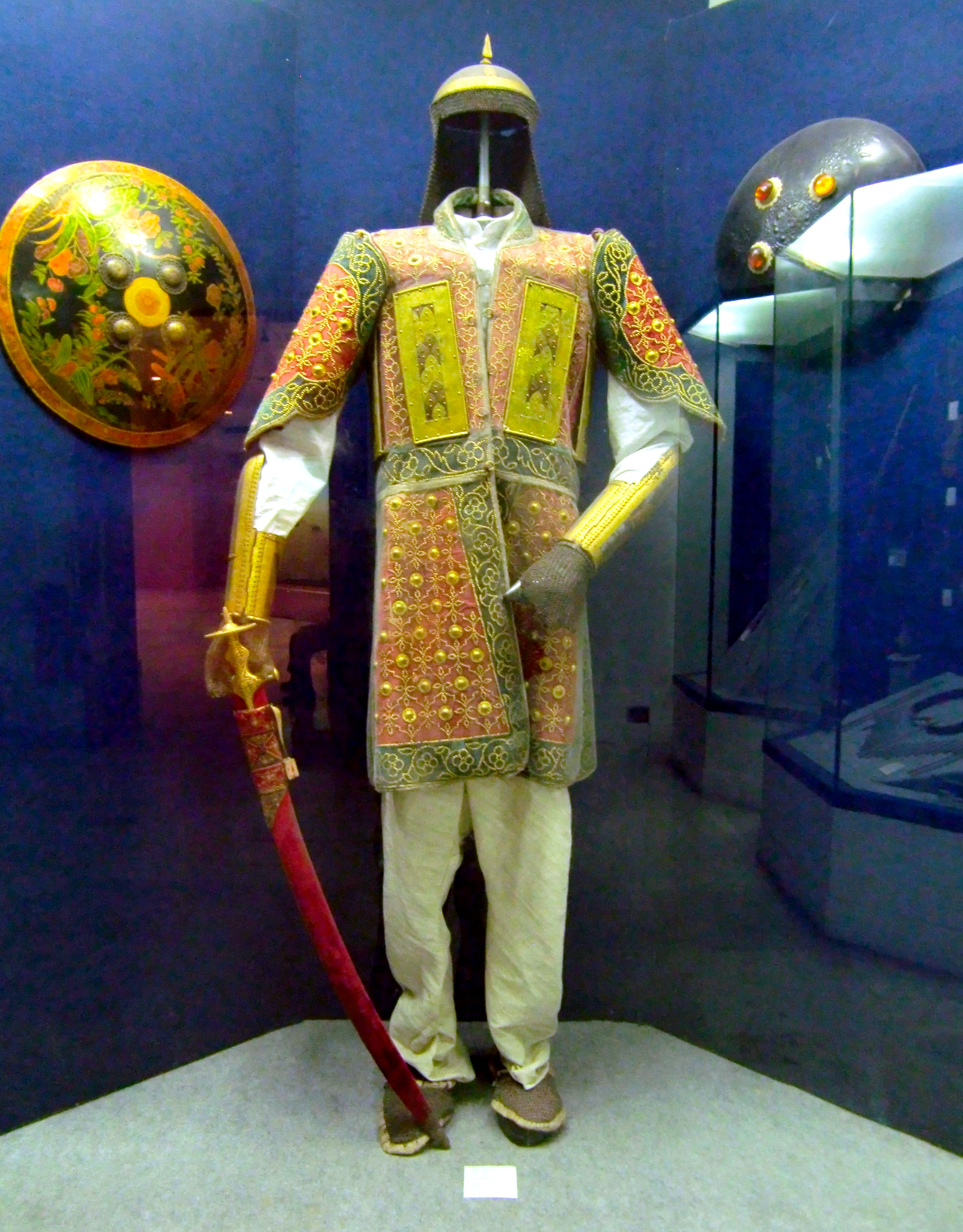
인도의 치할타 하자르 마샤
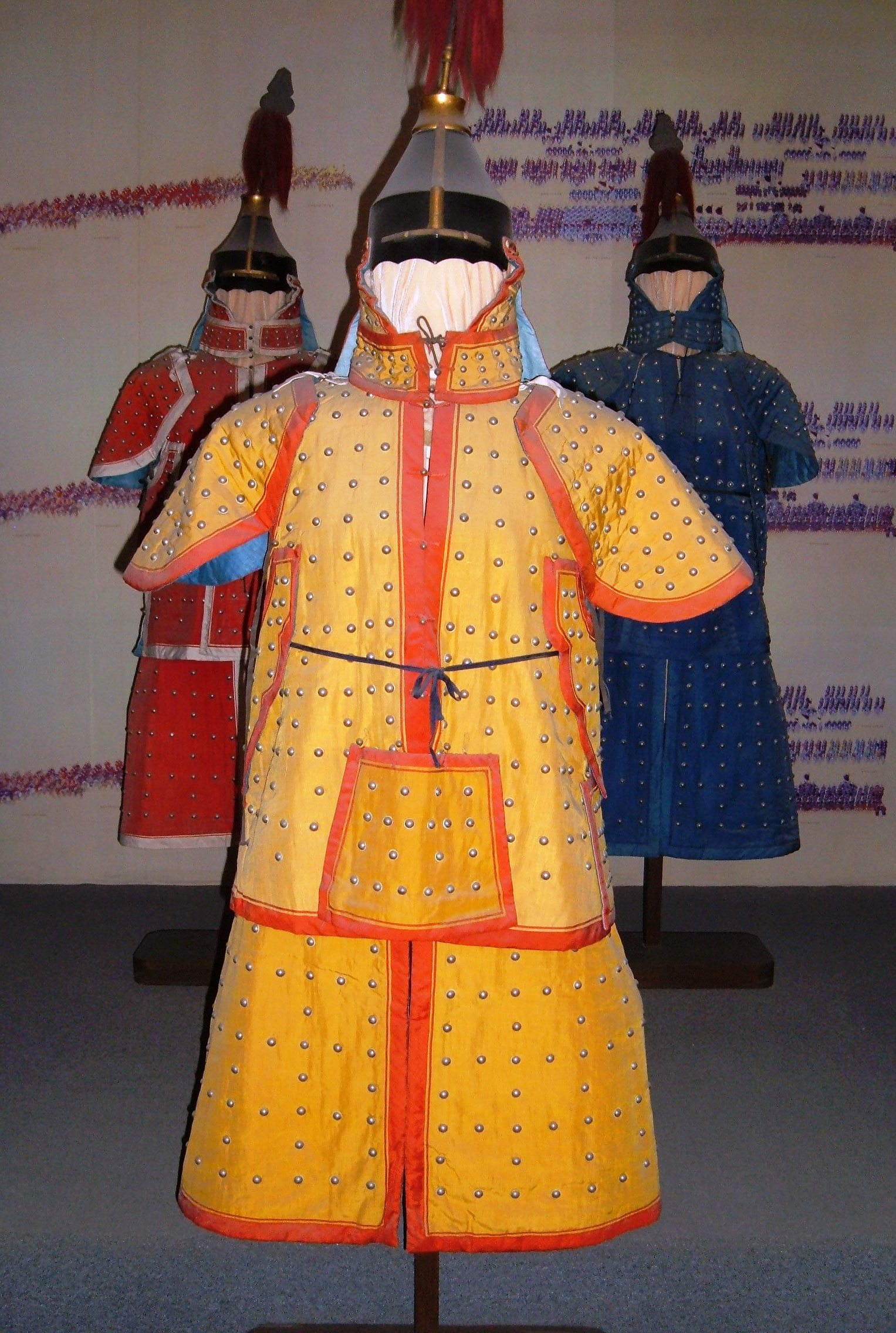
만주의 정갑(钉甲)
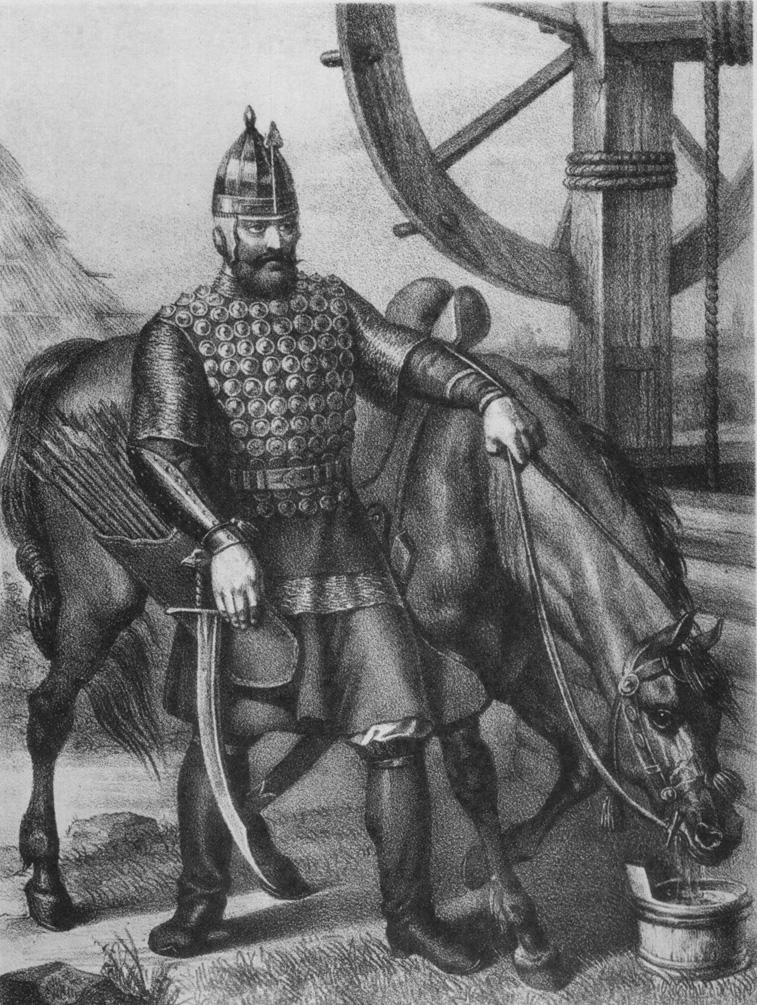
러시아의 쿠야크
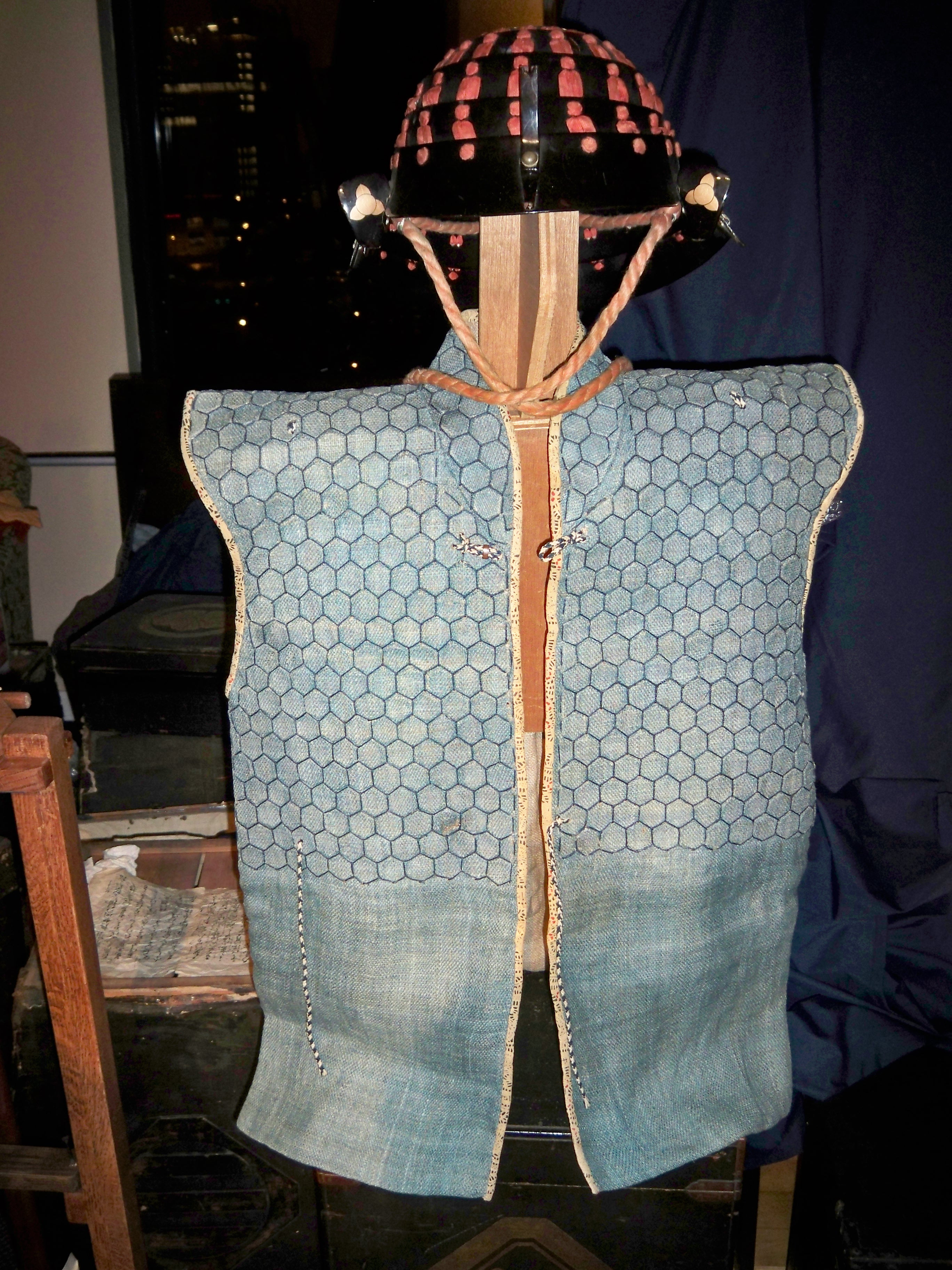
일본의 귀갑(亀甲)